# Serenata trap
Serenata trap è un singolo del rapper italiano Fred De Palma pubblicato il 4 settembre 2015.

## Tracce
1. Serenata trap – 2:46